# Solsonès
El Solsonès (IPA: [suɫ.suˈnɛs]) és una comarca de Catalunya situada entre la Depressió Central i el Prepirineu i inclosa dins de la Catalunya Central. Segons la divisió administrativa de l'Estat espanyol, pertany a la província de Lleida. Està formada per les capçaleres de les valls del Cardener (afluent del Llobregat) i la Ribera Salada (afluent del Segre) i per l'extrem nord de l'altiplà de la Segarra.
La meitat oriental de la comarca correspon a la conca del Llobregat, a través del Cardener i dels seus afluents, com l'aigua d'Ora i el Negre. La part de ponent pertany a la conca del Segre, a través de la Ribera Salada i el Llobregós.
El 21 de març de 2023 va entrar en vigor el canvi d'adscripció comarcal i veguerial dels municipis de Biosca i Torà que se segregaren de la Segarra i entraren a formar part de la regió sud del Solsonès.

## Situació de la comarca
Solsona la capital comarcal, és el centre de la comarca, en la zona de contacte entre el sector pirinenc i el de la Depressió Central. A Solsona convergeixen totes les carreteres principals que travessen la comarca.
La comarca actual difereix una mica de la que s'establí el 1936. Per un cantó, l'antic terme de Llanera, al sud-oest, va estar annexionat al municipi de Torà, en ser Torà de la Segarra. Llanera restà incorporat des del moment de l'annexió. Per un altre cantó, la llei de modificació dels límits comarcals de gener de 1990 agregà al Solsonès el municipi de La Molsosa, fins aleshores pertanyent a l'Anoia.
La comarca actual del Solsonès es compon de 17 municipis, quatre dels quals amb més de 100 km² de superfície. Precisament els dos municipis més petits en extensió són els que tenen més població, Sant Llorenç de Morunys i Solsona. El Solsonès té una superfície de 1.001,21 km² i una població de 13.759 h. (2009).
| Municipi                | Habitants |
| ----------------------- | --------- |
| Biosca                  | 228       |
| Castellar de la Ribera  | 165       |
| Clariana de Cardener    | 147       |
| Coma i la Pedra, la     | 252       |
| Guixers                 | 150       |
| Lladurs                 | 200       |
| Llobera                 | 221       |
| Molsosa, la             | 128       |
| Navès                   | 274       |
| Odèn                    | 285       |
| Olius                   | 752       |
| Pinell de Solsonès      | 213       |
| Pinós                   | 323       |
| Riner                   | 287       |
| Sant Llorenç de Morunys | 1.004     |
| Solsona                 | 9.000     |
| Torà                    | 1.333     |
| Font: Idescat           |           |

## Relleu
El punt més alt d'aquesta comarca es la serralada prepirinenca del Port del Comte.
El terç nord de la comarca és part del Prepirineu, amb altituds que van dels 800 als 2.300 m. Les principals serralades que s'hi troben són les del massís del Port del Comte, la serra d'Odèn, la serra del Verd i la serra de Busa.
La resta de la comarca és un altiplà que forma part de la Depressió Central i que es veu solcat per un seguit de serres, turons i valls fluvials. Les altituds d'aquest altiplà estan entre els 600 i 800 m per bé que a les serralades que el solquen s'hi troben altituds entre els 800 i els 1.000 m. Les serralades més importants d'aquests 2/3 de la part meridional de la comarca són la serra de Pinós i el contrafort oriental de la Serra de Castelltallat, al sud, i un seguit de serres de direcció nord-sud que travessen la comarca com una mena d'espina dorsal de les quals cal esmentar la Serra de Clarà i la Serra de Llobera.

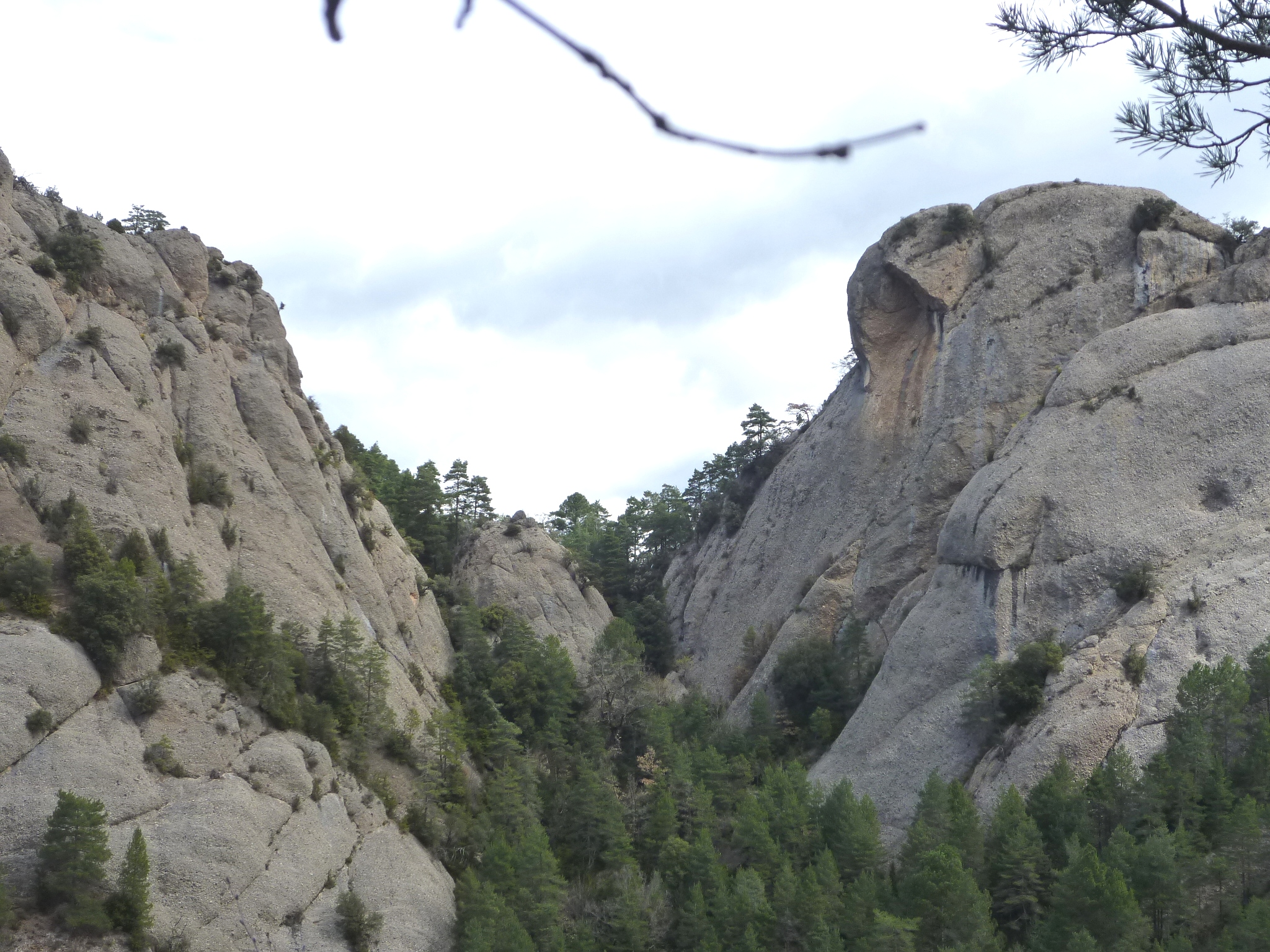
Grauet dels Llengots

Aquest contrast entre el sector pirinenc i el sector de la Depressió Central és un dels trets que més defineixen el relleu del Solsonès. Passa el mateix que al Berguedà, però en el Solsonès no hi ha la plana dels fons de la conca del Llobregat, una continuació d'erosió del Bages. Al Berguedà es passa de manera molt brusca del territori de plana al de muntanya. Al Solsonès no hi ha ben bé una plana. Hi ha relleus planers, com l'entorn a Solsona, al Miracle o al sud de Navès. Excepte el cas de Solsona, els altres són territoris planers enlairats, són altiplans.
Hi ha algunes serres al sector de la Depressió Central, però són d'escassa altitud, i en el relleu es destaquen ben poc, enmig de l'altiplà. És el cas de les serres de Pinós (931 m.) i Castelltallat (Boixadors, 848 m).
Al nord de Solsona tot canvia. Els relleus abruptes, però mai gaire elevats de la part meridional, donen pas a unes muntanyes elevades, coronades per llargues cingleres, com és al cas de la Serra de Busa i Serra dels Bastets. Més al nord hi ha diverses serres força elevades, que separen el Solsonès d'Alt Urgell i Berguedà. Destaca la serra de Port del Comte (Pedró dels Quatre Batlles, 2.382 m.) i serra del Verd (Cap del Verd, 2.288 m.). entre ambdues serres hi ha el coll de Port. Cap al nord-est hi ha els contraforts de Serra d'Ensija i Rasos de Peguera, que s'estenen de ple pel Berguedà. Els rius s'hi ha encaixat profundament formant congostos. Alguns rius són coneguts aquí amb el nom d'aigua: aigua d'Ora, o Aigua de Valls.
Al Solsonès com al Berguedà, el tipus de rocam ha tingut gran importància en la formació del relleu actual. Al nord predominen els estrats calcaris durs, que ha estat aixecats i plegats durant el cicle orogènic alpí, tal com ha succeït a la resta dels Prepirineus. Al sud dels Prepirineus hi ha una gran acumulació de conglomerats, que, en haver-se endurit, han donat lloc a relleus molt destacats, amb cingles espectaculars. L'alternança de margues toves encara ha fet ressaltar més els sectors de conglomerat.

## Geologia
Al nord dominen els massissos calcaris, amb canals estrets de margues triàsiques, aprofitades pels conreus de muntanya i pels camins de bast. Vers el centre dominen les pudingues oligocèniques, erosionades que destaquen a la serra dels Bastets i impressionen a les fondalades de Vilamala; les valls fluvials hi resten ben encaixades. Al sud de Solsona abunden els materials sedimentaris, amb predomini de gresos i margues.

## Hidrografia
El territori del Solsonès pertany a dues conques hidrogràfiques, la conca del Segre i la del Llobregat. A grans trets, es podria dir que la primera recull les aigües de la meitat occidental del territori i la segona, les de la meitat oriental.

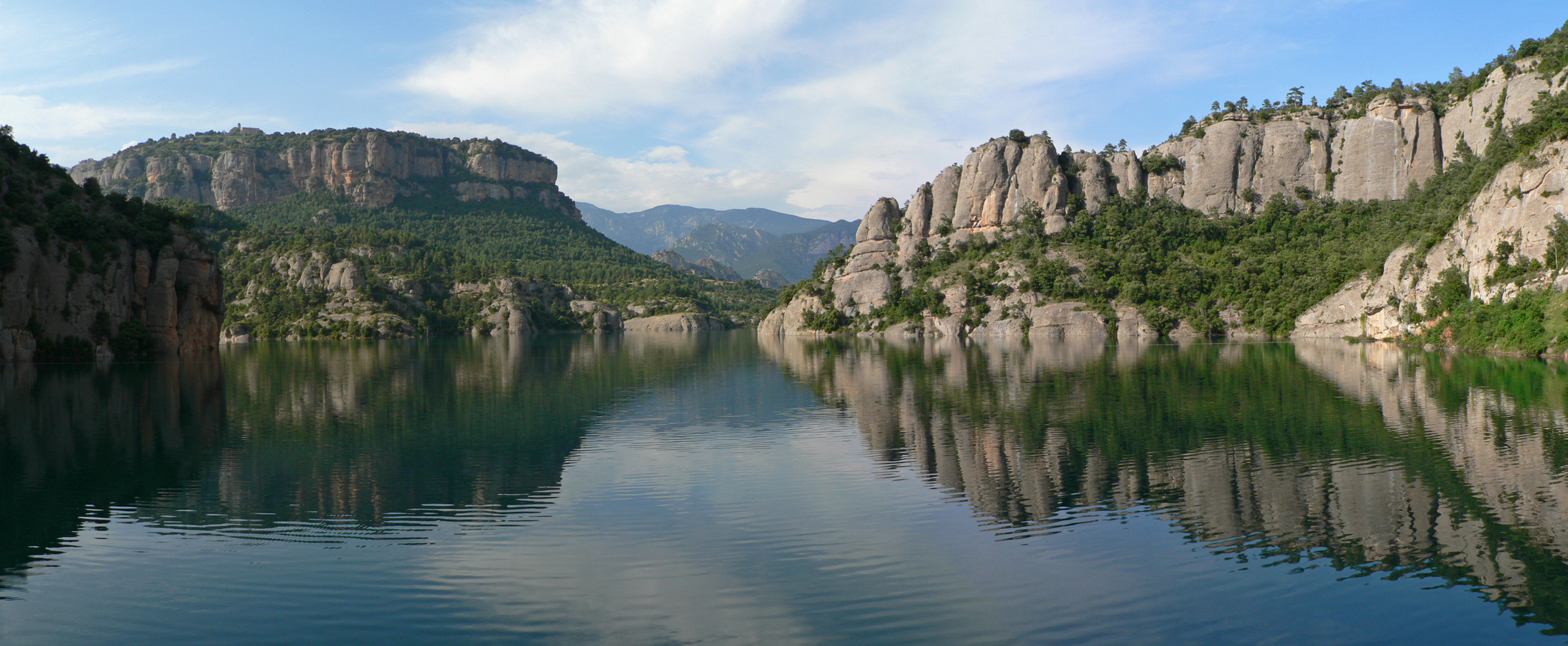
El pantà de la Llosa del Cavall a plena capacitat, l'estiu de 2010.

Com ja s'ha indicat, tota la franja oriental pertany a la conca del Llobregat. L'eix fluvial més important és el Cardener. La capçalera del Cardener es troba entre les serres de Port de Comte, del Verd i Rasos de Peguera. El règim de precipitacions en aquestes serres, amb nevades a l'hivern, fa que el règim del cabal del Cardener sigui, aigües amunt del Pantà de Sant Ponç, de caràcter pluvio-nival. Els cabals màxims es registren entre els mesos de març i juny, en especial el maig. A l'hivern (gener i febrer) i a la darreria de l'estiu (juliol i agost) és quan el Cardener aporta menys aigua.
El màxim cabal de primavera és accentuat a causa de la fosa de la neu, com també el cabal mínim d'hivern és més baix, a causa de la retenció de la precipitació caiguda en forma de neu.
El Cardener té tres afluents principals, l'aigua de Valls, l'aigua d'Ora i el riu Negre. L'aigua de Valls prové dels vessants meridional i occidental del Pedraforca, al Berguedà. Comprèn la vall de Gósol (Berguedà), i després de passar per un pas engorjat entre les serres d'Ensija i del Verd penetra al Solsonès, on es veu obligada a canviar de direcció a causa de la presència de les serres de Bastets i de Busa, que li barren el pas. Desguassa al Cardener a prop de Sant Llorenç de Morunys.
L'aigua d'Ora també té la capçalera al Berguedà, on és coneguda amb el nom d'aigua de Llinars. Té un llarg recorregut pel Solsonès, però finalment desemboca al Cardener en terres de Bages, aigües avall de l'embassament de Sant Ponç.
El riu Negre té un cabal menor a causa de recórrer una conca amb precipitacions més baixes, al centre de la comarca, sense entrar en el sector de l'alta muntanya pirinenca. Neix prop de Lladurs, passa per Solsona i desguassa al Cardener aigües avall de l'embassament de Sant Ponç.
Els embassaments de la Llosa del Cavall (inaugurat el 1997) i amb una capacitat de 144,4 hectòmetres i el Sant Ponç (inaugurat definitivament el 1964) i amb una capacitat de 24.4 hectòmetres, són dos elements importants avui dia per l'abastament d'aigua de boca i regadiu al Solsonès i a les comarques veïnes. Foren construïts per a regular el cabal del Cardener i el Llobregat respectivament, al de Sant Ponç, al seu peu hi ha una central hidroelèctrica.
També al riu Segre hi van a parar diversos rius i rieres, que neixen a les serres del Solsonès i que recullen les aigües del sector occidental de la comarca. El curs més important és el de la ribera Salada, que neix als vessants meridionals de la serra d'Odèn. El nom de ribera és sinònim al de riu. El nom del curs fluvial li ve per la presència de diverses fonts amb un alt contingut de sals, que aboquen a la ribera, fins hi ha algunes salines, com les de Cambrils, ara totalment abandonades, dins el municipi d'Odèn. Per l'esquerra rep la riera de Canalda, que recull les aigües dels vessants meridionals de la serra de Port de Comte. La ribera Salada desguassa al Segre prop de Bassella (Alt Urgell).

## Clima
El clima del Solsonès és mediterrani continental, amb estius calorosos i hivern freds. Les precipitacions (amb una mitjana de quatre dies de neu cada any) són més abundant a la primavera i a la tardor. Tot i això, el terç nord de la comarca és més humit que la resta (700 mm anuals que poden arribar a uns màxims de 900 mm front als 400–600 mm als dos terços meridionals.
La diversitat del relleu fa que el clima sigui diferent d'un indret a l'altre del Solsonès. El contrast és molt evident entre el sector de la Depressió Central i el sector pirinenc. Bona part del Solsonès s'inclou en l'àrea del clima mediterrani de muntanya mitjana amb influència continental. A l'extrem septentrional el clima és d'alta muntanya. El canvi d'orientació dels vessants i la situació topogràfica (fons de vall, carena) també determinen diferències climàtiques.
Les temperatures mitjanes anuals es troben entre els 10 i 12 ⁰C, excepte a les serres septentrionals, on són més baixes. Hi ha una clara tendència de disminució de la temperatura a mesura que es va cap al nord, ja que l'augment d'altitud també segueix aquesta mateixa direcció.
Els hiverns són freds, amb mitjanes mensuals de gener entre 4 i 5 ⁰C en la meitat meridional del Solsonès. Cap al nord disminueix notablement la temperatura, fins als cims de la serra de Port de Comte. Els estius són frescals a causa de l'altitud, tot i que de dia poden assolir-se temperatures elevades, en especial el juny i juliol. Les mitjanes mensuals de juliol se situen entre 20 i 22 ⁰C, excepte al sector prepirinenc.
La distribució de les precipitacions segueix la tendència d'augmentar de sud a nord. Malgrat l'altitud propera als 800 metres, a l'extrem sud del Solsonès cau a una mitjana propera als 600 mm. Una mostra clara del clima amb tendència continental. Però cap al nord les precipitacions es fan més abundoses, i a Solsona les mitjanes se situen entorn dels 700 mm. Entre la serra de Port del Comte i Rasos de Peguera, es registren precipitacions mitjanes per sobre dels 1.000 mm. l'any.
Hi ha fortes variacions al llarg de l'any. L'hivern és l'estació amb menys precipitacions, fins al sector de muntanya, on sovint són en forma de neu. Les altres estacions són força plujoses a la meitat nord del Solsonès. Plou més a la tardor. A l'estiu són més freqüents les tempestes de muntanya, i a la seva influència pot arribar alguns dies fins més al sud de Solsona.

## Vegetació
El clima frescal del Solsonès fa que pràcticament tota la comarca es trobi dins del territori de les rouredes i pinedes montanes. Només alguns vessants assolellats poden incloure's dins del domini dels carrascars.
De manera espontània la vegetació estaria constituïda per boscos de roure valencià en més de la meitat de la comarca. El clima frescal amb estius poc secs i el predomini de terres toves faciliten l'establiment d'aquest bosc. Ara hi ha un predomini de terres de conreu de secà, en especial de cereals. També hi ha matollars i sobretot pinedes. Destaca l'abundància de la pinassa (malgrat l'incendi del 1998), que en alguns indrets forma altes i denses pinedes. No és rar trobar un bosc de pinassa amb un sotabosc on hi ha força exemplars de roure valencià. Molts marges de camps són colonitzats per un bosquet allargassat on abunda aquest roure.
A l'extrem nord del Solsonès la vegetació canvia a causa d'unes precipitacions més abundoses i temperatures baixes. El fet que el relleu sigui més abrupte i més inhòspit per a la instal·lació humana fa que la vegetació espontània hagi estat menys modificada. S'hi observen quatre estatges de vegetació.
Per damunt de l'estatge del bosc de roure valencià hi ha l'estatge del bosc de roure martinenc, que s'estén pels vessants inferiors de les serres elevades. Actualment hi ha sectors d'aquesta roureda, però hi són abundants els matollars, com les boixedes, i, sobretot, pinedes de pi roig. D'una manera excepcional, en alguns vessants molt ombrívols, es troben sectors amb fageda, com a l'obaga de la serra de Busa.
Amb l'altitud les rouredes es fan rares i cada vegada hi ha més pineda de pi roig, dominant entre 1.300 i 1.600 metres. Per damunt dels 1.600 metres ja s'entra en el domini del bosc subalpí de pi negre. El pi negre només es destaca a les serres més elevades de Port del Comte, del Verd i Rasos de Peguera. Dins del territori. Dins del territori de pi negre hi ha amples espais on el bosc ha estat substituït per pastures. Als vessants per sobre dels 2.300 metres hi ha les carenes més elevades i prats alpins.
L'any 2006 el 79,36% de la superfície de comarca era ocupada per la vegetació natural (un 73,60% per bosc, majoritàriament pinedes), el 19,15% havia estat roturada per a fer-la apta per al conreu (el 99,7% de secà) i de la resta, un 1,42% corresponia a terreny sense vegetació natural i un altre 1,48% era ocupat per àrees urbanitzades o altres tipus d'infraestructures (carreteres, camins, etc.)
Taula de les superfícies estimades actualment per als principals hàbitats i espècies forestals dominants al Solsonès:
| Hàbitat                               | Superfície (ha) | Percentatge |
| ------------------------------------- | --------------- | ----------- |
| Prats i conreus                       | 28.139,59       | 28,11       |
| Pinassa                               | 26.207,46       | 26,18       |
| Pi roig                               | 16.226,72       | 16,21       |
| Àrees afectades per l'incendi de 1998 | 10.357,52       | 10,35       |
| Carrascar                             | 5.880,34        | 5,87        |
| Rouredes seques                       | 2.773,90        | 2,77        |
| Rouredes humides                      | 1.805,38        | 1,80        |
| Cingleres                             | 1.518,65        | 1,52        |
| Pi blanc                              | 1.303,76        | 1,30        |
| Pi negre                              | 1.164,85        | 1,16        |
| Boixedes                              | 1.095,40        | 1,09        |
| Prats subalpins                       | 914,95          | 0,91        |
| Brolles de romaní i garric            | 783,73          | 0,78        |
| Urbà i industrial                     | 767,52          | 0,77        |
| Bosc de ribera                        | 432,55          | 0,43        |
| Tarteres                              | 402,88          | 0,40        |
| Savinoses                             | 392,86          | 0,39        |
| Embassaments                          | 392,54          | 0,39        |
| Garrigues                             | 273,48          | 0,27        |
| Fagedes                               | 168,48          | 0,17        |
| Matollars en mosaic                   | 141,69          | 0,14        |
| Brolles gipsícoles                    | 92,14           | 0,09        |
| Pollancredes                          | 24,43           | 0,02        |
| Matollars de càdec                    | 20,60           | 0,02        |
| Avetoses                              | 1,88            | 0,002       |

## L'agricultura i ramaderia
Un 19% del territori del Solsonès és ocupat per terres de conreu. A la resta hi ha boscos (30%) o pastures (30%). I són nombrosos els espais rocosos i erms.

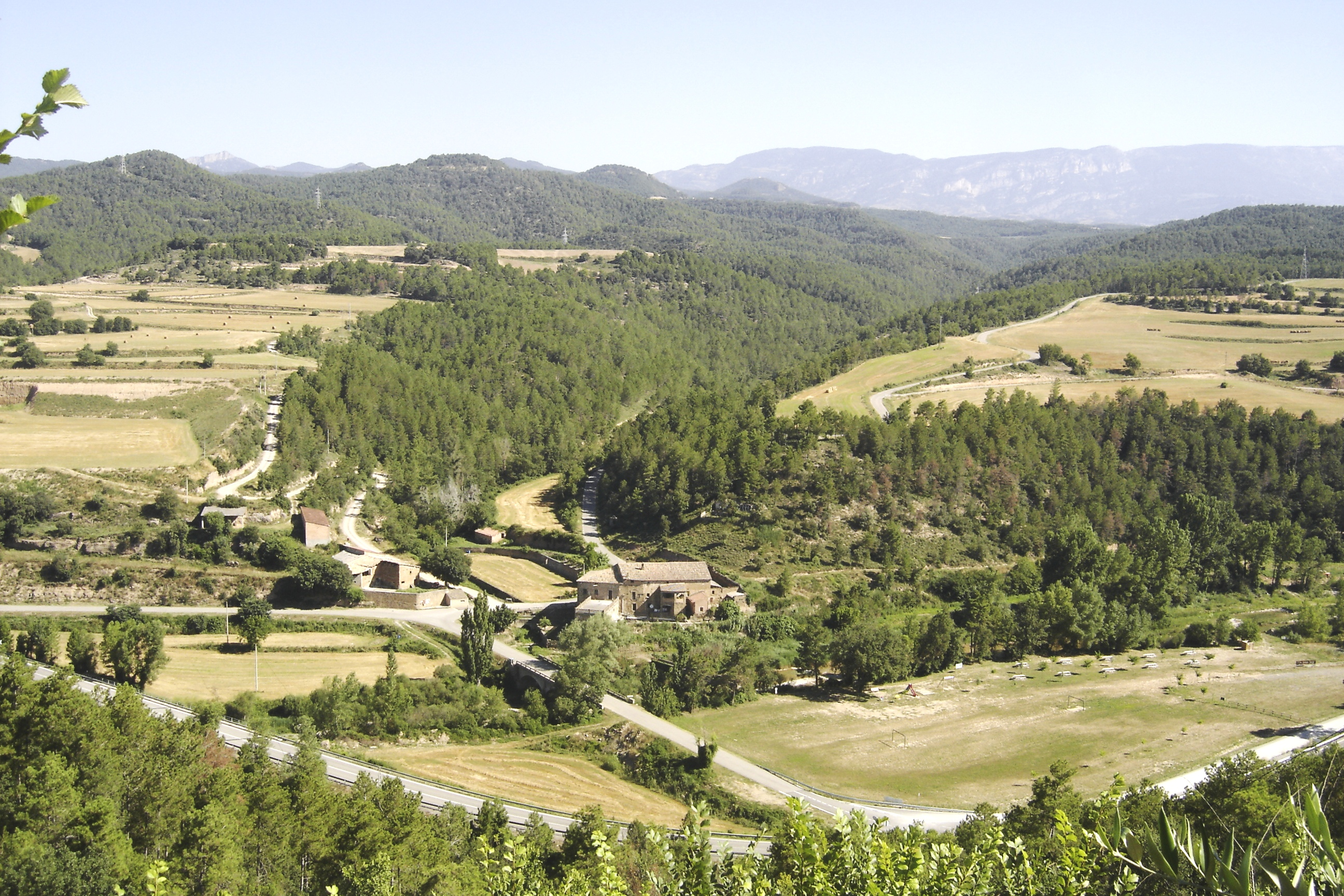
Paisatge típic del Solsonès, sembrats, boscos i carenes de muntanyes

Hi ha una clara diferència entre els conreus del sector meridional i els del sector de muntanya. Al sector de la Depressió Central predominen els cereals i als vessants pirinencs els farratges i les pastures. Però no sempre ha estat igual. Fa unes dècades els conreus arbustius i arboris característics de les terres mediterrànies eren freqüents. Hi havia força olivera i vinya. Ara no queda pràcticament res d'aquests conreus. La vinya tingué un retrocés sobtat amb la plaga de la fil·loxera a la darreria del segle xix. Moltes terres amb conreus arboris i arbustius s'abandonaren, i altres foren sembrats de cereals. A la muntanya es conreaven farratges i cereals, com el sègol. Ara el sègol gairebé és inexistent i moltes terres han estat abandonades i hi ha boscos, matollars o prats. A la terra conreada predominen els farratges.
Al sector meridional de terra baixa i mitjana hi ha gairebé un monocultiu cerealista. Ara el blat i l'ordi ocupen una superfície semblant: el predomini d'un cereal o altre varia segons les demandes i els preus del mercat. Durant la postguerra predominava el blat per a l'elaboració del pa, però el creixement de la ramaderia feu canviar la tendència, i l'ordi per a la preparació del pinso tingué cada vegada més importància. Ara el blat també és molt emprat per l'elaboració de pinsos. D'altres conreus són els farratges, les lleguminoses i les patates; tots ells ocupen superfícies reduïdes.
Al sector de muntanya hi ha un predomini de farratges, que en conjunt tenen una importància escassa, ja que el total de la superfície conreada no supera el 8% de la superfície total. Els farratges són en relació amb la ramaderia bovina. Hi ha també patates que fa una seixantena d'anys tongueren molta importància, en especial les patates per a sembra. Ara també és un conreu minoritari, com també ho són les lleguminoses.
La ramaderia és un bon complement per a l'agricultura, i ha arribat a ser en molts casos l'activitat econòmica principal del pagès actual, o ramader. Al Solsonès meridional hi ha una economia semblant a la de la Segarra, al costat d'una ramaderia tradicional d'autoconsum, hi ha una ramaderia industrial i intensiva per al mercat.
Als municipis centrals i meridionals del Solsonès predomina la ramaderia porcina en granges, que ha estat una font important d'ingressos des de la dècada de 1970. Hi ha un predomini de granges especialitzades en la cria de garrins. D'altres es dediquen a l'engreix. Destaquen els municipis de Solsona, Pinós, Olius i Navès.
L'aviram i els conills tenen també una importància econòmica, tant en el sistema tradicional com en les granges d'engreix intensiu de pollastres, les quals treballen amb un contracte d'integració amb les grans cases productores de pinsos. Més de la meitat d'aquesta ramaderia es concentra al municipi de Solsona.
La ramaderia bovina és força repartida per tota la comarca, encara que la meitat dels caps de bestiar es concentra al municipi d'Olius. De lluny el segueixen Solsona, Pinell de Solsonès i Lladurs. Coexisteixen les explotacions de vaques de llet i les d'engreix de vedells. És una ramaderia significativa al sector de muntanya, però hi ha un nombre de caps molt reduït.
La ramaderia ovina tingué molta importància, amb ramats transhumants que aprofitaven les herbes dels prats d'alta muntanya a l'estiu. Actualment és una ramaderia minoritària, repartida també per tota la comarca. Destaquen els municipis d'Odèn, Olius, Llobera i Pinós.

## La indústria
Al Solsonès hi ha poca indústria, amb una població activa d'entre 800 a 900 treballadors ocupats en activitat industrials, sense la construcció. El relleu i la situació marginal de la comarca respecte a les vies de comunicació han dificultat l'expansió d'una activitat industrial, que tingué un començament molt dinàmic.
Al Solsonès hi hagué diverses petites indústries que no van tenir continuïtat en temps moderns. Destaquen diverses indústries tèxtils, en especial a Sant Llorenç de Morunys. Primer es fabricaven draps de llana, anomenats draps piteus, draps ordinaris blancs, negres o blaus, que servien principalment per a fer peücs, capes de pastor i mantes de traginer. Però a mitjan segle xix la indústria del cotó ja havia substituït gairebé la de la llana. Se sap que el 1850 hi havia a Sant Llorenç de Morunys 5.160 fusos o màquines de filar.
El Solsonès no participà en el fenomen de les colònies tèxtils, però s'hi establiren algunes fàbriques mecanitzades. Durant el segle xx la indústria tèxtil del Solsonès ocupà un lloc secundari dins del conjunt català. Actualment ocupa unes 250 persones entre Sant Llorenç de Morunys, Solsona i Olius. Es fabriquen sobretot llençols, panes i feltres. a Solsona també hi ha indústria de la confecció. La indústria tèxtil és la que ocupa més mà d'obra femenina.
La indústria actual més característica del Solsonès és la relacionada amb la fusta. Fins als anys 1970 era una indústria local dedicada a la primera transformació dels recursos forestals de la comarca: serradores. Però des de finals de 1980 hi funcionen dues grans indústries que concentren malgrat la crisi molta activitat del sector de la fusta. Les produccions van destinades sobretot a la fusta de serra, caixes d'embalatge i taulells d'aglomerat. La indústria de la fusta va generar en la comarca una gran activitat en el transport de camions, activitat que avui (2014) també es ressent de la crisi.
Altres indústries són una factoria de construccions metàl·liques, i diverses fàbriques de productes agropecuaris. També s'està promocionant molt el turisme de la neu i la gastronomia per tota la comarca.

## Demografia
El Solsonès és i ha estat una comarca poc poblada. El relleu i el clima no han afavorit gaire l'establiment humà. El gràfic de l'evolució de la població comarcal segons els censos moderns mostra que la població hi és escassa, amb un despoblament notable els darrers 150 anys i amb una concentració demogràfica cada vegada més gran a Solsona.
El territori de l'actual comarca del Solsonès va ser durant molts anys terra fronterera després de la invasió sarraïna. El poblament va ser poc estable fins al segle x, moment en què s'inicia una ocupació important per tota la comarca, que es completarà al llarg dels segles XI, XII i XIII. Predominava una ocupació disseminada amb cases o masies aïllades. Només Solsona constituïa un nucli de cases important i fortificat. D'aquests segles es conserven diverses restes de cases, castells i esglésies. Destaquen les de Sant Esteve o de Sant Pere de Graudescales.
Després de la davallada demogràfica a causa de les pestes del segle xiv, que provocà un despoblament notable, el Solsonès fou un territori poc poblat, fins al segle xviii. Durant aquest segle tot el camp català creix, i gairebé es duplica la població. Al Solsonès es passa de 6.000 habitants el 1719 a 8.727 habitants el 1787. En aquesta darrera data Solsona ja té 2.751 habitants, el 28% del total comarcal. Seguien en importància Sant Llorenç de Morunys (929 habitants) i Pinós (870 habitants).
Segons el cens de 1857. 7 municipis tenen més d'un miler d'habitants. Destaca Solsona amb 2.670 habitants, el 16,% del total comarcal, menys de la població censada a la darreria del segle xviii. Segueix en importància Navès (1.766 habitants), Pinós (1.291 habitants). Lladurs (1.259 habitants), Odèn (1.242 habitants) i Sant Llorenç de Morunys (1.178 habitants). La població d'aquest moment és molt dispersa en el món rural d'arreu de la comarca.
Els censos següents mostren un fort despoblament arreu de la comarca. El camp és poc productiu i en molts indrets de Catalunya hi ha un fort creixement industrial. Molts habitants del Solsonès es veuen obligats a emigrar cap a Barcelona, als nous centres industrials de la vall del Llobregat, o cap a Amèrica. La plaga de la fil·loxera encara accentuà més la necessitat d'emigrar. Cal tenir present que aleshores moltes terres del sector meridional del Solsonès eren ocupades per la vinya. Moltes terres s'abandonaren.
Els totals de la població de la segona meitat del segle xix expressen molt clarament aquesta tendència: 16.182 el 1857, 12,768 habitants el 1877, 12.032 habitants el 1887, 9.897 habitants el 1897 i 9.649 habitants el 1900. Tots els municipis perderen població, però els més afectats foren els més rurals. Alguns perderen més de la meitat de la població, com Lladurs que passà de 1.259 habitants (1857) a 608 (1900). Durant el mateix període Vanès passà de 1.766 a 857 habitants. Odèn de 1.242 a 615 habitants. Olius de 847 a 488 habitants i Castellar de la Ribera de 695 a 394 habitants. Solsona en perdé pocs però fou notable el despoblament de Sant Llorenç de Morunys. Solsona tenia el 24% de la població comarcal el 1900.
Després de la guerra civil es registrà un nou creixement demogràfic: 11.486 habitants el 1940 i 12.219 habitants el 1950. Però tot l'augment queda concentrat a Solsona, que passa de 3.103 a 4.038 habitants. El 1950 Solsona ja comprèn el 33& del total comarcal. Navès és el segon municipi més poblat, amb 1.019 habitants.
A partir de 1950 s'accentuen les diferències entre Solsona i la resta del territori de la comarca. Solsona va creixent fins als 6.447 habitants el 1986, i la majoria dels municipis es van despoblant, excepte Sant Llorenç de Morunys, que es manté amb un petit creixement. El despoblament rural fou molt intens la dècada de 1960.
Actualment quatre municipis tenen una població menor de 200 habitants i només Sant Llorenç de Morunys, Solsona i Olius superen els 500 habitants. El Solsonès és una comarca despoblada, amb una població molt concentrada a Solsona, amb un 60% del total comarcal.
| 1497 f | 1515 f | 1553 f | 1717  | 1787  | 1857   | 1877   | 1887   | 1900  | 1910  |
| ------ | ------ | ------ | ----- | ----- | ------ | ------ | ------ | ----- | ----- |
| 950    | 976    | 1.138  | 5.589 | 8.727 | 16.182 | 12.768 | 12.032 | 9.649 | 9.662 |

| 1920   | 1930   | 1940   | 1950   | 1960   | 1970   | 1981   | 1990   | 1992   | 1994   |
| ------ | ------ | ------ | ------ | ------ | ------ | ------ | ------ | ------ | ------ |
| 10.113 | 11.562 | 11.486 | 12.219 | 11.936 | 10.910 | 10.856 | 10.880 | 10.874 | 10.874 |

| 1996   | 1998   | 2000   | 2002   | 2004   | 2006   | 2008   | 2010   | 2012   | 2014   |
| ------ | ------ | ------ | ------ | ------ | ------ | ------ | ------ | ------ | ------ |
| 11.171 | 11.275 | 11.483 | 11.792 | 12.297 | 13.050 | 13.685 | 13.730 | 13.676 | 13.497 |

| 2016   | 2018   | 2020 | 2022 | 2024   | 2026 | 2028 | 2030 | 2032 | 2034 |
| ------ | ------ | ---- | ---- | ------ | ---- | ---- | ---- | ---- | ---- |
| 13.313 | 13.392 | -    | -    | 15.359 | -    | -    | -    | -    | -    |

La distribució de la població segons l'edat mostra un fort envelliment de la població rural, que té un màxim demogràfic en els grups d'edat entre 55 i 64 anys. A Solsona el màxim de persones es troba en els grups entre 20 i 29 anys. El total comarcal dona la distribució següent:
Malgrat el fort despoblament i l'emigració constant que ha sofert el Solsonès, actualment hi ha un nombre relativament elevat d'habitants nascuts fora de la comarca. Segons el padró de 1986, el 22% dels residents al Solsonès eren nascuts fora de les comarques de Lleida. Dels 10.796 habitants, i 1.098 eren nascuts a les comarques de Barcelona, dels quals hi ha un predomini de gen jove en edat de treballar, en especial entre els 25 i 35 anys. També hi ha censats i nascuts fora de Catalunya, sobretot d'Andalusia (75%) quasi 1.200 persones, també amb un predomini de gent en edat de treballar.

## Economia
La base econòmica ha estat tradicionalment agrícola, amb conreus de secà: cereals, farratges i patates. L'explotació forestal té encara certa importància. La ramaderia porcina i l'aviram representen un complement de l'economia rural. La indústria, molt concentrada a Solsona i Sant Llorenç de Morunys, és primordialment derivada de l'explotació forestal i agricultura: serradores i fusteries, fabricació d'aglomerats, indústria alimentaria, pinsos, etc., encara que subsisteixen algunes fàbriques tèxtils (molt poques) de llarga tradició. La funció residencial i d'estiueig es desplega principalment als voltants de Solsona i Sant Llorenç de Morunys, mentre que al Port del Comte hi ha establertes diverses estacions per a la pràctica de l'esquí.

## Política i govern

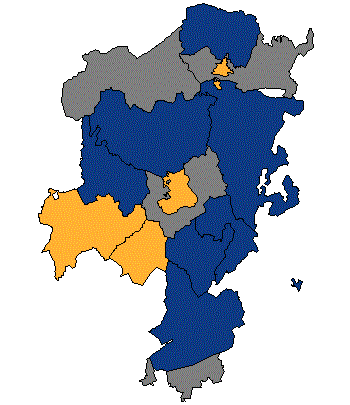
Mapa dels municipis de la comarca segons les alcaldies obtingudes segons les eleccions municipals de 2015.

| ERC-AM                   |
| CiU                      |
| PSC-CP                   |
| PPC                      |
| ICV-EUiA-EPM             |
| CUP-PA                   |
| ------------------------ |
| independents-FIC         |
| confluències d'esquerres |
| RCAT                     |
| MES                      |

### Eleccions
Resultats comarcals 2007
| Candidatura | Candidatura                                              | Cap de llista              | Consellers |
| ----------- | -------------------------------------------------------- | -------------------------- | ---------- |
|             | Convergència i Unió                                      | Meliton Bajona Casals      | 11         |
|             | Esquerra Republicana de Catalunya - Acord Municipal      | David Rodríguez i González | 4          |
|             | Coordinadora Municipalista del Solsonès                  | Jordi Fraxanet Nadal       | 2          |
|             | Partit dels Socialistes de Catalunya - Progrés Municipal | Josep Caelles              | 2          |

## Serveis i comunicació
Un terç de la població activa del Solsonès és ocupada en activitats de servei. És un percentatge baix en relació amb el conjunt de Catalunya. Malgrat haver millorat força, el Solsonès no és una comarca turística. No és un lloc de pas, ni disposa de comunicacions que facilitin l'arribada i l'estada de visitants de fora de la comarca. Però fins ara tampoc ha estat gaire promocionada, fora del conjunt urbanístic i esportiu del Port del Comte, centrat en l'esquí. Sant Llorenç de Morunys és una vila força visitada i molt apreciada per a les vacances. Al sector de muntanya del Solsonès hi ha paisatges molt espectaculars, que atrauen grups excursionistes.
Sens dubte, les males comunicacions no afavoreixen gaire el desenvolupament econòmic en general i en concret del sector de serveis i turístic. La carretera principal és la que travessa la comarca seguint la vall del Cardener pel sud-est i la vall de la ribera Salada per l'oest, passant per Solsona. La carretera ha de salvar un fort desnivell pels dos cantons fins a arribar a Solsona. Altres carreteres comuniquen Solsona amb Berga, i cap a Torà de Riubregós. De Solsona també surt una carretera que comunica la capital comarcal amb Sant Llorenç de Morunys, vila que també es comunica amb Berga. De Sant Llorenç de Morunys es pot accedir a les muntanyes i serres situades més al nord, com la serra de Port del Comte, pel coll de Jou.
És molt clar el paper centralitzador de Solsona, fet que accentua i facilita la seva funció de capital.
A la comarca hi ha quatre mitjans de premsa escrita d'àmbit comarcal (Celsona, Regió7 Solsonès, Nació Solsona i 324 Solsonès), vuit d'àmbit local (El Babau de Navès, La Fornal de la Molsosa, El Bocamoll de Castellar de la Ribera, Escatxiruta de Riner, Full informatiu Pinell de Solsonès, El Vencill d'Olius, El Portal de Solsona i Kanavita de Canalda) i una de caràcter científic (Oppidum)A més també compta amb dues emissores de ràdio (Solsona FM i Ràdio Pinós) i un canal de televisió (Televisió de Solsona que actuà durant els primers anys com a delegació comarcal de Canal Taronja).
Alguns mitjans desapareguts són El Jou de Llobera i El Piteu Informatiu.

## Indrets d'interès paisatgístic
- A la falda de les serres de Port del Comte i del Verd, la Vall de Lord, un paratge ric d'excursions i descobertes.
- De Sant Llorenç de Morunys per la Pedra i la Coma i Coll de Port, a Tuixén (Alt Urgell).

De Sant Llorenç a Coll de Jou, Parc del Codó. Ruta paisatgística fins a Organyà, per Odèn.
- Un itinerari remarcable: de Berga a Sant Llorenç, per Guixers: els cingles de la serra de Busa, a l'esquerra. Túnel de Coll de Jouet (246 m de longitud) anomenat la Mina.
- Excursions interessants: a la Coma i Fonts del Cardener; als congostos de l'Aigua de Valls i l'Aigua d'Ora; al santuari de Lord, bona miranda; al tossal de Vall-llonga i pont romànic; a l'Avenc Montserrat Ubach a Casa de Cavallera (Canalda); a les fonts de Cap Rec (25 minuts), el Llevador (30 minuts), la Font Puda (45 minuts), medicinal des de Sant Llorenç de Morunys.
- I a la vall d'Ora, a Sant Pere de Graudescales; al Pont Quebradiç; al Pla de Busa; a les fondalades de Vilamala, cova de les esglesioles, balma de la Bonica; a Prats de Bacies i la Bòfia: pou de glaç que durant segles proveí l'Hospital de la Santa Creu de Barcelona (el glaç era baixat a sacs, amb cavalleries).
- Reserva de caça: conills, llebres, perdius, i guatlles, senglars, guineus i genetes. Pesca de truites, barbs i anguiles.

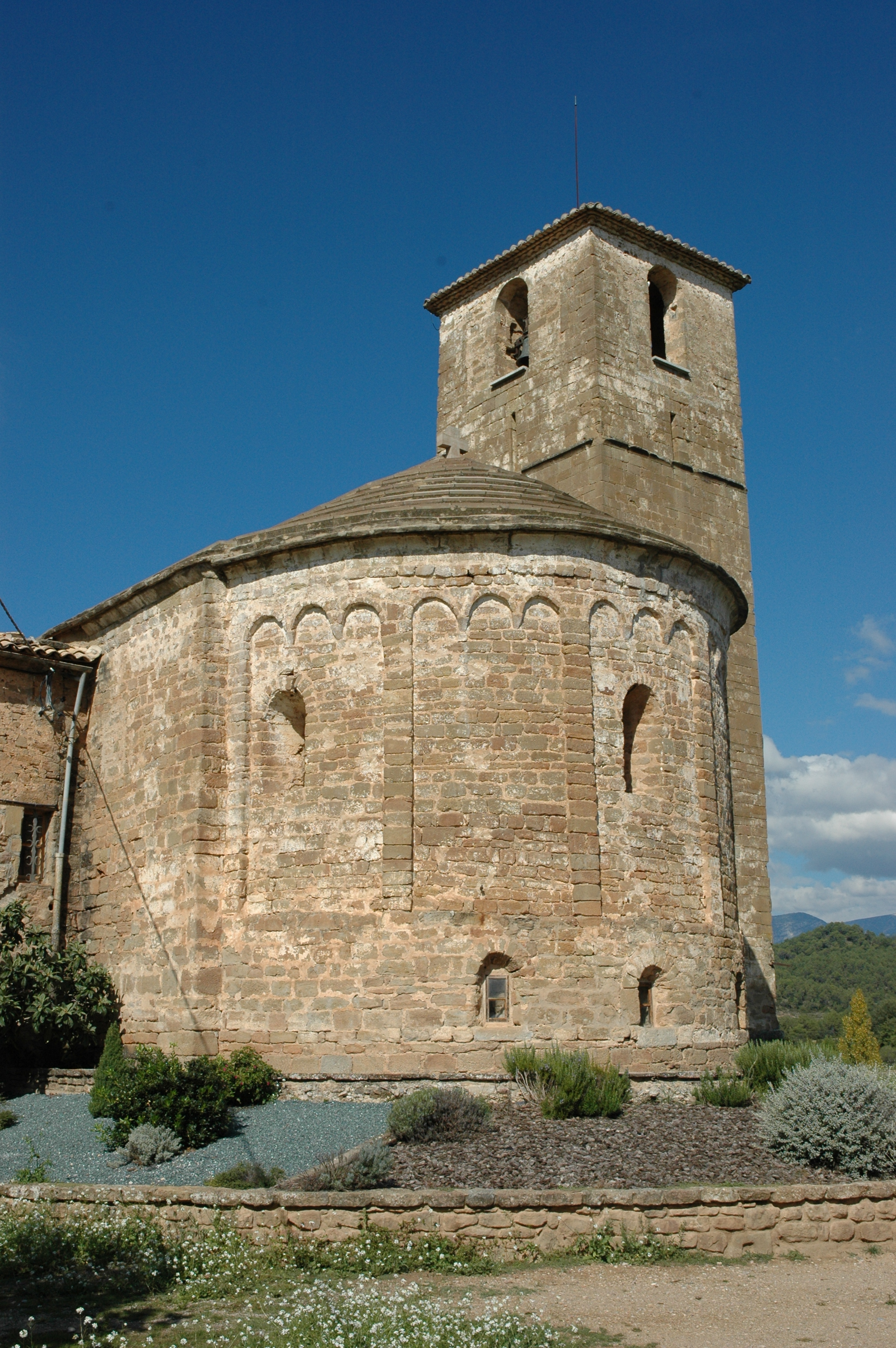
Absis de Sant Esteve d'Olius

- A Port del Comte hi ha una important estació d'esquí alpí (36 pistes) i nòrdic. També es poden practicar esports nàutics als embassaments de la Llosa del Cavall i el de Sant Ponç.

## Monuments historicoartístics
- Vestigis prehistòrics: dòlmens a Lladurs, Castellar de la Ribera, Llanera. Sobretot medievals.
- Arreu restes de castells: Clariana de Cardener, Lladurs, la Pedra, Riner, Llobera, el Castellvell de Solsona… i el de Besora. I de torres de gaita: Ardèvol, Peracamps, Vallferosa… I vells ponts romànics i gòtics.

Les esglésies romàniques més remarcables són:
- El monestir de Sant Celdoni i Sant Ermenter de Cellers, a Llanera (actualment agregada a Torà de Riubregós de la Segarra.
- El monestir de Sant Llorenç de Morunys.
- Sant Pere de Graudescales, notable exemplar de romànic llombard.
- Sant Esteve d'Olius, també llombard, amb una cripta romànica excepcional. Cementiri gaudinià, de Bernardí Martorell (1916).
- El santuari del Miracle de Riner és centre de romeries provinents d'arreu del país. Església barroca, fastuós retaule, bella imatge de la Mare de Déu nena, del segle xv. La Casa Gran –antic alberg— és renaixentista.

## Fires i mercats
A Solsona hi ha mercat els divendres i els dimarts i a Sant Llorenç de Morunys els diumenges.
Fires:
- Fira de Sant Isidre de Solsona, multisectorial i de bestiar el tercer cap de setmana de maig;
- La del darrer diumenge de maig i primer d'octubre, a Sant Llorenç;
- la de Santa Llúcia, el segon diumenge de desembre a Navès.